# Политический кризис в Оманской империи (1856—1861)
Политический кризис в Оманской империи — период в истории Омана, последовавший после смерти оманского султана Саида ибн Султана в 1856 году, когда возник спор о наследовании престола между двумя его сыновьями, Маджидом ибн Саидом и Тувайни ибн Саидом, переросший в вооружённый конфликт, завершившийся при прямом вмешательстве Великобритании разделом Оманской империи на два государства: одним из них стал султанат Занзибар во главе с Маджидом ибн Саидом, в который вошли африканские владения империи, другим — султанат Оман во главе с Тувайни ибн Саидом, территорию которого составила азиатская часть распавшегося государства. Период кризиса длился с 1856 по 1861 год, завершившись арбитражем со стороны британцев, разделившим империю на два государства.

## Предыстория
Расширение территории султаната Оман от окрестностей озёр Восточной Африки на западе до окраины Индийского субконтинента на востоке стало результатом усилий султана Омана Саида ибн Султана. Кульминацией закрепления им связи Омана с Африкой стало решение основать на острове Занзибар вторую столицу государства, что было серьёзным и рискованным политическим шагом, особенно с учётом того, что расстояние между двумя столицами империи составляло 2500 миль, а морское сообщение Омана с Занзибаром сильно зависело от периода муссонов.
Однако, как считал Саид ибн Султан, без принятия такого решения для правительства Омана было невозможно осуществлять эффективный контроль над отдалёнными территориями в Восточной Африке. Политика ибн Саида по укреплению оманского влияния в его новых владениях (африканские территории были завоёваны в конце XVIII — первой половине XIX веков) была главной причиной, побудившей его фактически перенести свой двор из арабской части империи в Занзибар в 1832 году (окончательно в 1840 году), где он оставался затем до конца своей жизни.
Саид ибн Султан пытался продолжать эффективно управлять Оманом и другими отдалёнными территориями, поэтому был вынужден неоднократно покидать Занзибар, чтобы разрешать проблемы, возникающие в Омане, и, хотя он долгое время жил в Занзибаре, Занзибар всё равно на протяжении всего долгого правления Саида ибн Султана формально занимал «подчинённое» по своей значимости положение по отношению к столичному Маскату. До эпохи правления Саида ибн Султана большую часть населения острова Занзибар составляли суахили, но в свете новой политики на остров стали прибывать арабские переселенцы, остававшиеся там, так как Саид ибн Султан активно призывал оманских арабов эмигрировать на острова Пемба и Занзибар. По всей видимости, соображения экономики были главным мотивом, заставившим Саида ибн Султана избрать своим постоянным местом жительства остров Занзибар, поскольку никакое другое место во всём султанате не подходило так хорошо для реализации экономической политики на данном острове, как сам остров под личным контролем султана.
Так или иначе, Саид ибн Султан выбрал именно этот остров и не поселился в Момбасе, Килве или других крупных городах в Восточной Африке, которые контролировались тогда оманцами. Вероятно, Саид ибн Султан изначально считал, что развитие экономики является единственным средством для восстановления безопасности государства и его стабильности; он, вероятно, был первым, кто организовал массовое выращивание гвоздики на Занзибаре, что в конце XIX века сделало остров важнейшим в мире производителем этой пряности.

## Смерть Саида ибн Султана
До своей смерти Саид ибн Султан сказал на переговорах с британцами 23 июля 1844 года, что он объявит преемниками двух своих сыновей, Халида и Тувайни, сначала старшего (Халида), затем младшего, не рассматривая преемником старшего сына, Хилала, из-за злоупотребления того алкоголем. Халид, однако, умер в 1854 году, после чего вторым наследником трона был объявлен его младший брат, Маджид; два года спустя, в 1856 году, султан Саид ибн Султан умер во время морского путешествия к Сейшелам, и его смерть стала началом серьёзного перелома в истории Оманской империи. После смерти отца каждый из двух братьев (Маджид проживал на Занзибаре, Тувайни — в Омане) фактически обладал абсолютным влиянием на «своей» территории. К Маджиду ибн Султану на Занзибар прибыл посланник от его брата Тувайни по имени Мохаммед ибн Салим, который передал требование к Маджиду выплатить Тувайни сорок тысяч австрийских талеров в качестве налога оманскому султану. Тувайни тогда срочно нуждался в деньгах, но требуемая сумма не была выплачена, поскольку Маджид объявил, что считает себя соправителем своего брата, а не его данником. Сразу же после этого Тувайни издал в 1856 году специальный указ, которым провозглашал себя единственным фактическим и законным правителем всех территорий Омана, в том числе территорий Занзибара, что ещё более ухудшило разгорающийся конфликт между двумя братьями и в итоге привело к началу Тувайни военной кампании, чтобы противостоять силам своего брата в Занзибаре. Однако британская колониальная администрация в Индии остановила боевые действия и призвала двух братьев решить проблему арбитражем при своём посредничестве, создав специальную комиссию в 1861 году. Братья были вынуждены согласиться, что рекомендации этой комиссии станут обязательными для обеих сторон конфликта, и в конечном итоге комиссия приняла решение разделить Оманскую империю на два отдельных государства, включивших оманские владения в Азии и Африке. Комиссия также постановила, что Маджид должен выплатить брату ещё большее количество денег в дополнение к требовавшимся ранее; сумма в итоге составила восьмидесят тысяч австрийских талеров.

## После арбитража
Навязанное британцами решение конфликта существенно уменьшило потенциал Омана, который был разделён отныне на два отдельных государства, особенно с учётом того, что Маджид сразу же после смерти своего отца, Саида ибн Султана, захватил все торговые суда и военные корабли, которые на тот момент стояли на якоре в Занзибаре, составлявшие, по сути, основную часть морского потенциала Оманской империи, что привело к заметному ухудшению экономического потенциала собственно Омана, в том числе и по той причине, что многие оманские крупные торговцы перенесли свою деятельность в Занзибар после 1861 года.
Преимущественно «африканский» характер султаната Занзибар в эпоху правления Маджида ибн Султана сформировался в результате целенаправленно проводимой им политики по разрыву связей с исторической родиной. Маджид предпринял целый ряд политических действий для достижения этого результата, которые привели к существенному ослаблению связей между Занзибаром и Маскатом. В частности, Маджид в 1864 году запретил маскатским кораблям перемещение в территориальных водах Занзибара, если они не имели специальных документов, доказывающих законность перевозки ими имевшихся на бортах грузов; такие же требования были установлены для шейхов Персидского залива, которые направляли свои корабли в Занзибар. Маджид также запретил жителям Занзибара сдавать в аренду жильё для арабов-торговцев, приезжавших с Аравийского полуострова; кроме того, он перестал направлять традиционные подарки к вождям племён Омана, демонстрируя этим свой окончательный отказ от идеи повторного объединения государства, созданного его отцом, Саидом ибн Султаном.
Разделение государства привело к появлению больших политических проблем в Омане (то есть азиатской части бывшей Оманской империи), поскольку невыплата Занзибаром ежегодной субсидии Маскату привела к отсутствию возможности и дальше оплачивать стоимость аренды Бендер-Аббаса и других портов в заливе Ормуз, что побудило правительство Персии восстановить контроль над этими портами (что в итоге и произошло в 1868 году), а затем попытаться существенно расширить и усилить своё военно-морское присутствие в Персидском заливе. Результатом всего этого стало также наращивание британского военного присутствия в регионе.

## Вторая попытка объединения
В 1870 году в обеих частях бывшей Оманской империи к власти пришли новые правители, также братья и сыновья Саида ибн Султана. В Омане султаном стал Турки ибн Саид, в Занзибаре — Баргаш ибн Саид, самый младший из сыновей, который ещё в 1859 году попытался свергнуть своего старшего брата Маджида, но был разгромлен и отправлен в ссылку в Бомбей на два года. Между Турки и Баргашем установились дружеские отношения на фоне их подозрительного отношения к усиливавшему своё влияние в их государствах британскому правительству, и они договорились о возобновлении выплат денежной помощи Занзибаром Оману, что ещё сильнее сблизило их, а в 1880 году Турки (несмотря на то, что был старше по возрасту) даже объявил, что готов отказаться от господства над Оманом и признать верховным правителем возрождённой Оманской империи Баргаша.
Британское колониальное правительство в Индии было крайне раздражено подобным развитием событий и установило контакт с британским резидентом в Персидском заливе, поручив ему расследовать это дело; резидент сообщил, что контакты и переговоры между Турки ибн Саидом и его братом Баргашем по вопросу объединения действительно уже имели место и что об этом известно многим в обеих частях бывшей империи. Правительство Индии поручило политическому агенту передать представителям обоих дворов, что Британская империя произведёт военное вмешательство в случае попытки восстановления единства между Оманом и Занзибаром. Это наглядно показывало, насколько Британия опасалась возрождения единой Оманской империи; вероятно, британское правительство оказало давление на Турки, убедив его не отказываться от верховенства над Оманом, — по некоторым сведениям, британцы намекнули ему, что он может лишиться всего, поскольку в прошлом уже был прецедент относительно британской (в том числе) помощи Турки в борьбе за власть с его родственником Аззаном ибн Куайсом. Согласие Турки подчиниться британцам похоронило последнюю надежду на возможность возрождения единой Оманской империи.
Отношения братьев после неудачной попытки объединения по-прежнему оставались хорошими, и они обменивались подарками. В 1884 году Баргаш ибн Саид передал своему брату двадцать две тысячи рупий помощи после массовых восстаний в Омане, имевших место в предыдущем году, а в 1886 году подарил дал ему пароход («Солтани») и яхту («Дар-эс-Салам»); в середине марта 1888 года Баргаш посетил Оман и провёл неделю на местных горячих источниках в надежде поправить своё здоровье; двор Турки выразил ему большое уважение и признательность и получил от него после этого пятьдесят тысяч рупий в дар. Турки умер менее через три месяца после последней встречи с братом.